# Estación de Caxias
La Estación Ferroviaria de Caxias, también conocida por Estación de Caxias, es una estación de ferrocarriles de la Línea de Cascaes, que sirve a la localidad de Caxias, en el ayuntamiento de Oeiras, en Portugal.

## Descripción

### Localización y accesos
Se encuentra en la localidad de Caxias.

### Vías y plataformas
Contaba, en enero de 2011, con dos vías de circulación, con 254 y 265 metros de longitud; las plataformas tenían todas 140 metros de extensión, y 110 centímetros de altura.

## Historia

### Inauguración
Esta plataforma se encuentra en el tramo entre Cascaes y Pedrouços de la Línea de Cascaes, que fue inaugurado el 30 de septiembre de 1889, en vía doble.

### SigloXX
La Sociedad Estoril realizó obras de reparación en esta plataforma, en el año 1933.